# Krátká
Krátká (deutsch Kratka) ist ein Ortsteil von Sněžné in Tschechien. Er liegt zwei Kilometer westlich von Sněžné und gehört zum Okres Žďár nad Sázavou.

## Geographie
Krátká befindet sich im Süden der Saarer Berge über der Quellmulde des Baches Krátký potok am südöstlichen Fuße der Teplá (Samotinberg, 782 m). Nördlich erhebt sich die Drátenická skála (Drahtiger Fels, 775 m), im Nordosten Na Vrších (726 m), östlich der Jelínkův les (707 m), im Südosten der Klobouk (Klobauk, 685 m) und südlich die Pasecká skála (Hoher Fels, 819 m)
Nachbarorte sind Blatiny im Norden, Podlesí und Zálesí im Nordosten, Sněžné im Osten, Vříšť und Kuklík im Südosten, Studnické Paseky und Studnice im Süden, Kadov im Südwesten, Fryšavské Hájenky und Blatky im Westen sowie Samotín im Nordwesten.

## Geschichte
Krátká entstand während der letzten Besiedlungsphase der Saarer Berge. 1727 gestattete die Vorsteherin des Brünner Damenstiftes Maria Schul, Maria Josepha Gräfin von Hohenzollern, Holzfällern und Hüttenleuten der Kadauer Eisenhütte Rodungen in Teilen des Teplawaldes und den Bau von Chaluppen. Die in sich geschlossene Ansiedlung trug zunächst den Namen Teplá. 1735 ließ die Vorsteherin die inzwischen zehn Grundstücke vermessen und schrieb Krátká als neues untertäniges Dorf der Herrschaft Neustadtl zu. Es dauerte einige Zeit, bis sich der neue Ortsname durchsetzte. Seit 1741 wurde bei Krátká Eisenerz abgebaut, die Zeche befand sich am Weg nach Vříšť und belieferte die Kadauer Hütte. Das älteste Ortssiegel stammt von 1764. Nach dem Josephinischen Toleranzpatent entstand zum Ende des 18. Jahrhunderts eine evangelische Gemeinde. Krátká wurde zu einem Zentrum der Protestanten in den Saarer Bergen. 1783 sollte eine Bethalle und ein Friedhof errichtet werden. Diese Pläne mussten wegen des Widerstands aus Německé und Líšná eingestellt werden. Zu Beginn des 19. Jahrhunderts wurde die Zeche stillgelegt, da das Eisenerzlager erschöpft war.
Nach der Aufhebung der Patrimonialherrschaften bildete Krátká ab 1850 einen Ortsteil der Gemeinde Kadov/Kadau im politischen Bezirk Neustadtl. Im Jahre 1867 entstand die politische Gemeinde Krátká. 1949 wurde die Gemeinde dem Okres Žďár nad Sázavou zugeordnet und 1964 nach Kadov eingemeindet. Seit 1992 gehört Krátká zu Sněžné. 1991 hatte der Ort 28 Einwohner. Im Jahre 2001 bestand das Dorf aus 29 Wohnhäusern, in denen 23 Menschen lebten.

## Sehenswürdigkeiten
- Kapelle des hl. Kyrill und Method, errichtet 1902